# Bekanntsache
Als Bekanntsache werden bei der Staatsanwaltschaft jene Ermittlungsverfahren bezeichnet, bei denen der Beschuldigte bekannt ist. Sie enthalten das Registerzeichen „Js“.
Ist der Täter unbekannt, so handelt es sich um eine Unbekanntsache mit dem Registerzeichen „UJs“.